# Castello di Gorzone
Il castello di Gorzone, che appartenne alla nobile famiglia dei Federici di Val Camonica, è un castello situato a Gorzone, in provincia di Brescia.

## Storia e descrizione
Il castello sorge su uno sperone roccioso compreso tra il paese di Gorzone ed il fiume Dezzo, è una costruzione spoglia, austera, con finestre ad arco acuto, senza più torri. In una foto del 1920 si vedono i resti di almeno una torre.
All'esterno un ampio parco orientato verso est, mentre sui lati meridionale e occidentale è presente una scoscesa scarpata che scende nel fiume Dezzo.
La struttura risalirebbe al 1160, ad opera della famiglia Brusati, poi divenuta Federici, ghibellini, alleati di Federico Barbarossa.
Nel 1287, a seguito della grande ribellione camuna, il comune di Brescia, emette un bando contro la famiglia Federici con una ricompensa per la distruzione delle sue rocche. Il castello venne distrutto e saccheggiato nel 1288, ma grazie alla riappacificazione tra la famiglia ghibellina ed il Comune bresciano, grazie all'arbitrato di Matteo Visconti, la rocca venne ricostruita tra la fine del XIII e l'inizio del XIV secolo.
Negli anni 1490-1495, grazie alla pax veneta, il castello perde la sua funzione di rocca e si trasforma in residenza signorile, ampliandosi e costruendo un loggiato interno in stile veneziano.
Inciso sulla pietra simona del portale d'ingresso, oltre allo stemma dei Federici (scacchi d'argento trasversali in campo azzurro) quello dei signori veronesi Della Scala.
Il giardino interno, sul quale si affaccia un loggiato con archi e colonne ricchi di stemmi, presenta un pozzo di raccolta d'acqua piovana.
All'interno sono presenti sale, pareti finemente decorate, soffitti a cassettone con pregevoli decorazioni.
Al di sotto del castello vi erano delle gallerie, oggi parzialmente crollate, che comunicavano con l'esterno, verso il Dezzo e la Casa Caffi, che apparteneva ai Federici del ramo cadetto.

## La struttura del castello
L'importante complesso artistico gorzonese è l'unico castello in Valcamonica rimasto integro in tutta la sua struttura.
Il castello è separato dal gruppo di case della contrada da un muraglione in pietra viva che ha inizio dal portale d'ingresso e prosegue collegandosi con il fianco esterno della chiesa di S. Giovanni Battista. L'ampio portale trecentesco d'entrata è formato da conci in arenaria rossa. Sul muro di cinta alla destra del portale, si trova un concio di pietra disposto orizzontalmente che reca incisa l'iscrizione: 1.6 / 4 / GB.iiioojj
Superato il portale, concluso il tratto di rampa a selciato è presente sulla destra un secondo muro di cinta, basso e terminato da merli che immette nella spianata antistante al lato sud-est del castello.

### Il lato sud-est
Il lato sud-est è costituito a destra da una porzione in pietra viva, una centrale dove è presente la porta di accesso al cortile principale e a sinistra un corpo su due livelli con l'entrata al cortile minore.
Il portale di accesso principale è a sesto acuto e costituito da conci in pietra simona nella parte superiore, normali conci di pietra come imposta e piedritti in pietra di Sarnico. I tre conci centrali presentano scolpite le insegne dell'aquila imperiale sulla chiave dell'arco e ai lati lo stemma dei Federici a sinistra e quello degli Scaligeri a destra. La decorazione ottocentesca ad affresco che ornava con una fascia a motivi vegetali stilizzati l'estradosso dell'arco è nella quasi totalità scomparsa tranne un frammento della fascia decorativa sulla destra e lo stemma araldico della famiglia.
La porzione di sinistra della facciata del castello presenta nel primo livello due finestre rettangolari a strombo chiuse con inferriate e sotto di esse vi è una bocca di lupo, corrispondente ad uno dei cantinati. Mentre nel secondo livello di questa porzione troviamo quattro finestre, tre con arco a sesto ribasso e una con architrave semplice.
L'estremità destra non si presenta intonacata ma a conci in pietra viva ed è costituita da un aggetto formato da un muro che oggi fa da sostegno a un terrazzo. Questo è ciò che rimane della torre, che fu eliminata dopo gli interventi di restauro del 1928.

### Il lato sud-ovest
Si affaccia sulla forra del fiume Dezzo, presenta le facciate dei due corpi di fabbrica che costituiscono i blocchi formanti il cortile minore del castello. Un muro di cinta a terminazione orizzontale più basso che chiude il cortile minore del castello e che presenta nel mezzo un ampio arco a pieno centro oggi murato, chiude lo spazio fra i due corpi di fabbrica.
La parete destra può essere divisa in tre fasce cronologiche: quella centrale è databile tra la fine del XIII e il primo quarto del XIV; l'estremo lato destro e il lato sinistro possono essere correlate al periodo a cavallo tra la fine del Quattrocento e l'inizio del secolo XVI.
Il muro della facciata del corpo di fabbrica di sinistra non presenta aperture di particolare rilievo ma nell'angolo in basso a sinistra, è presente una piccola apertura trecentesca che immette su una terrazza esterna.

### Il lato nord-ovest
È diviso in tre settori con differenti altezze, è fissato su una scarpata di arenaria rossa e si presenta nella sua totalità composto da varie successioni architettoniche tutte riferibili al XIV secolo.

### Il lato nord-est
È a tre livelli e mostra anch'esso una successione di varie fasi evolutive susseguitesi nel corso del Trecento. Nell'angolo in basso a destra è presente una scaletta con rampa che porta attraverso un pianerottolo ad una porta.

## Galleria d'immagini

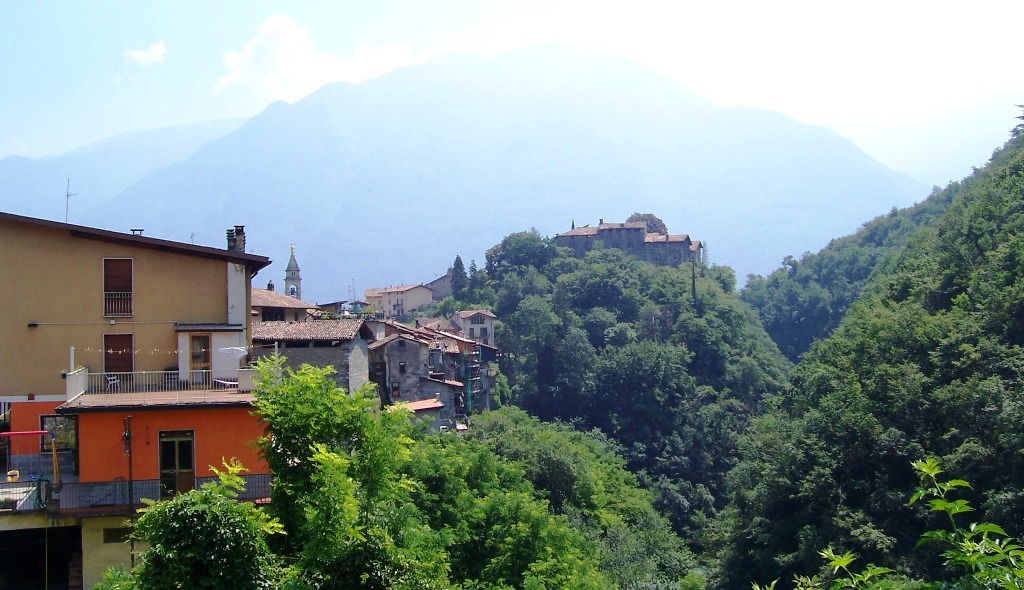
Il castello
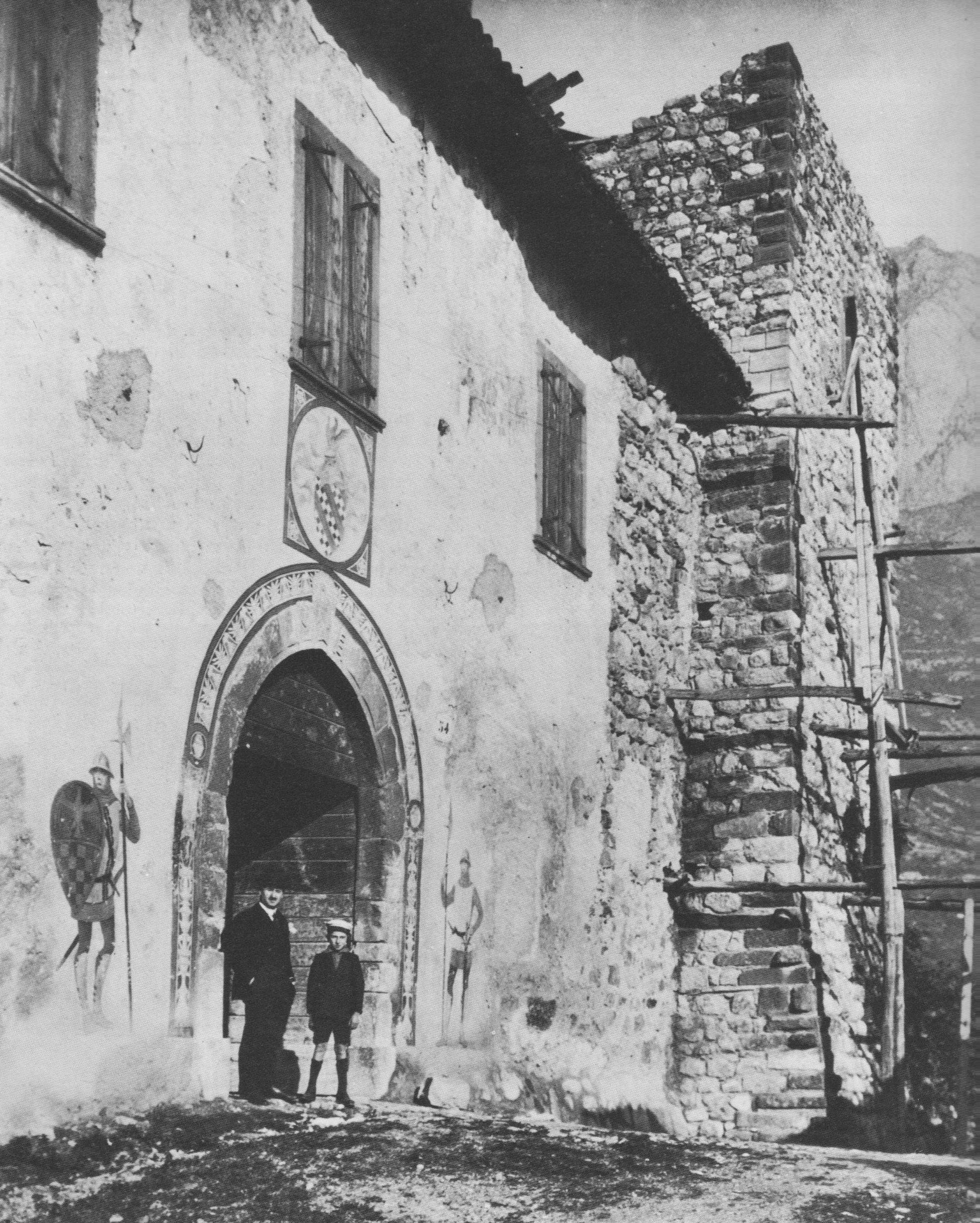
Castello di Gorzone nel 1920
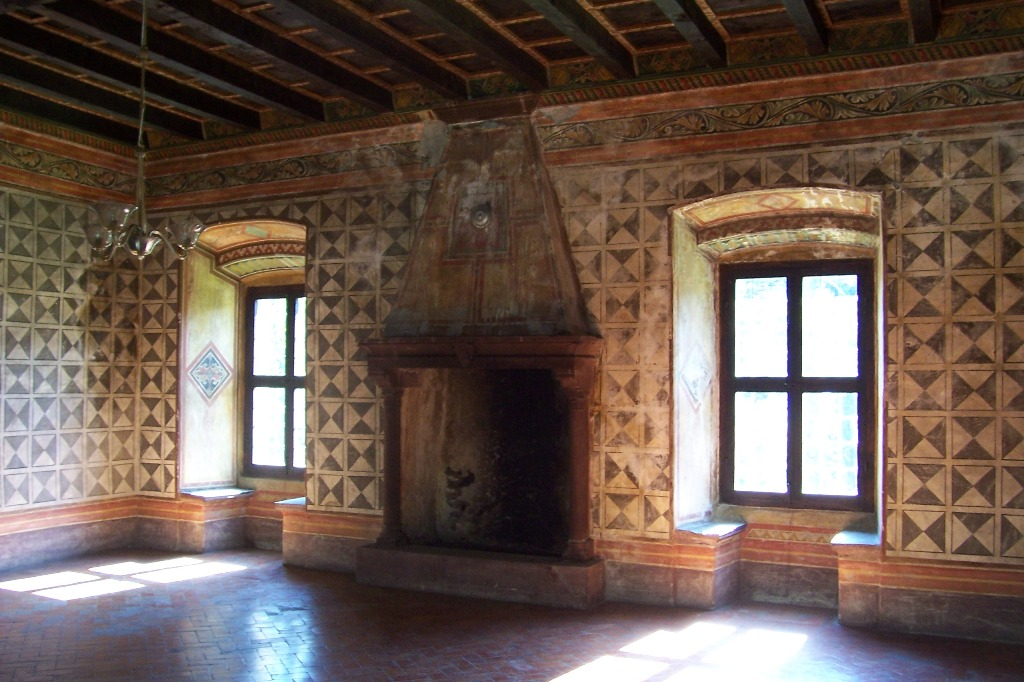
Sala interna
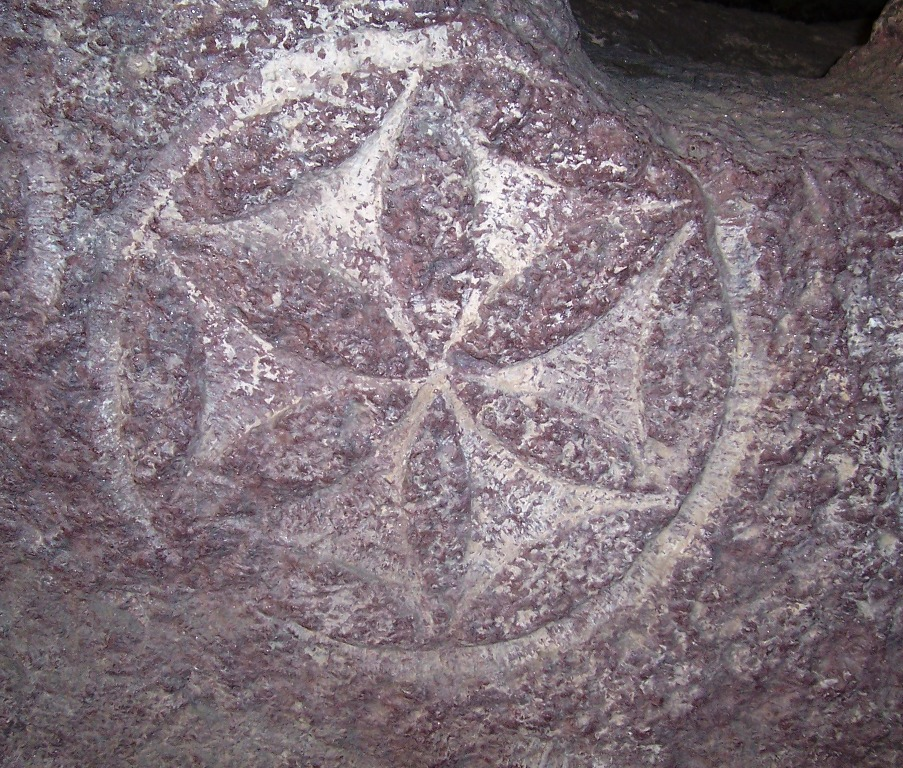
Uno dei numerosi soli delle Alpi presenti nel castello